# Liste der Herrscher namens Muhammad
Muhammad (auch Mohammad, Mohammed usw.) hießen folgende Herrscher:

## Muhammad I.
- Muhammad I. (Córdoba), Emir (852–886)
- Muhammad I. Tapar (= Mohammed ben Malekschah), Sultan der Großseldschuken (1105–1118)
- Mohammed I. (Kerman), Herrscher der Kirman-Seldschuken (1142–1156)
- Muhammad I. ibn Nasr, Emir von Granada (1232–1273)
- Muhammad I. (Marokko), Sultan (1240–1244)
- Muhammad I. al-Mustansir, Kalif der Hafsiden (1249–1277)
- Muhammad I. al Kaim, Herrscher der Sadiden (1511–1517)
- Muhammad I. (Tunis), Bei (1631–1662)
- Muhammad I. ar-Rashid, Bei von Tunis (1756–1759)

## Muhammad II.
- Muhammad II. al-Mahdi, Kalif von Córdoba (1009, 1010)
- Mohammed II. (Iran), Sultan der Großseldschuken (1153–1160)
- Mohammed II. (Kerman), Herrscher der Kirman-Seldschuken (1183–1187)
- Muhammad II. (Transoxanien), Fürst der Karachaniden (1102–1130)
- Muhammad II. (Choresmien), bedeutender Herrscher der Choresm-Schahs (1200–1220)
- Muhammad II. al-Faqih, Emir von Granada (1273–1302)
- Muhammad II. (Hafsiden), Kalif der Hafsiden (1295–1309)
- Muhammad II. al Schaich, Herrscher der Sadiden (1540–1557)
- Muhammad II. (Tunis), Bei (1675, 1688–1695)
- Muhammad II. al-Husain, Bei von Tunis (1855–1859)

## Muhammad III.
- Muhammad III. (Córdoba), Kalif (1024–1025)
- Muhammad III. (Granada), Emir (1302–1309)
- Muhammad III. (Hafsiden), Kalif der Hafsiden (1434–1435)
- Muhammad III. al Mutawakkil, Herrscher der Sadiden (1574–1576)
- Muhammad III. (Tunis), Bei (1675)
- Sultan Mulai Muhammad III
- Muhammad III. al-Husain, Bei von Tunis (1859–1882)

## Muhammad IV.
- Muhammad IV. (Granada), Emir (1325–1333)
- Muhammad IV. (Hafsiden), Kalif der Hafsiden (1494–1526)
- Muhammad IV., Sultan des Osmanischen Reiches (1648–1687), siehe Mehmed IV.
- Muhammad IV. (Marokko), König (1859–1873)
- Muhammad IV. al-Hadi, Bei von Tunis (1902–1906)

## Muhammad V.
- Muhammad V. (Granada), Emir (1354–1391)
- Muhammad V. al Aschgar, Herrscher der Sadiden (1636–1654)
- Muhammad V. an-Nasir, Bei von Tunis (1906–1922)
- Muhammad V. (Marokko), König (1927–1961)
- Muhammad V. (Kelantan), Sultan (seit 2010)

## Muhammad VI.
- Muhammad VI. (Granada), Emir (1360–1362)
- Muhammad VI. al-Habib, Bei von Tunis (1922–1929)
- Muhammad VI. (Marokko), König (seit 1999)

## Muhammad VII.
- Muhammad VII. (Granada), Emir (1392–1408)
- Muhammad VII. al-Munsif, Bei von Tunis (1942–1943)

## Muhammad VIII.
- Muhammad VIII. (Granada), Emir (1417–1419, 1427–1429)
- Muhammad VIII. al Amin, Bei von Tunis (1943–1956)

## Muhammad IX.
- Muhammad IX. (Granada), Emir (1419–1427, 1430–1431, 1432–1445, 1448–1453)

## Muhammad X. – XIII.
- Muhammad X. (Granada), Emir (1446–1448)
- Muhammad XI. (Granada), Emir (1453–1454)
- Muhammad XII. (Granada), Emir (1482–1483, 1485–1492)
- Muhammad XIII. (Granada), Emir (1485–1487)

## Verschiedene
- Muhammad, Religionsstifter und Herrscher (-632)
- Muhammed Gazna, Herrscher der Gaznawiden (-962)
- Muhammad (Mongolei), Khan (1337–1338)
- Muhammed Usbek Khan, Khan von Usbekistan (1312–1342)
- Mohammed Scheibani, Khan von Usbekistan (-1510)
- Muhammad (Brunei), Sultan von Brunei (1405–1415)
- Muhammad Ali (Brunei), Sultan von Brunei (1625–1660)
- Muhammad Alauddin, Sultan von Brunei (1730–1745)
- Muhammad Tajuddin, Sultan von Brunei (1796–1807)
- Muhammad Jamalul Alam I., Sultan von Brunei (1806–1807)
- Muhammad Kanzul Alam, Sultan von Brunei (1807–1829)
- Muhammad Alam, Sultan von Brunei (1825–1828)
- Muhammad Jamalul Alam II., Sultan von Brunei (1906–1924)
- Thani ibn Muhammad, Scheich von Katar (1822–1850)
- Muhammad al-Thani, Scheich von Katar (1850–1878)
- Muhammad ibn Shakhbut Al, Emir von Abu Dhabi (1816–1818)
- Sultan bin Mohamed al-Qasimi, Emir von Schardscha (seit 1972)
- Muhammad ibn Hamad asch-Scharqi, Emir von Fudschaira (1952–1975)
- Hamad ibn Muhammad asch-Scharqi, Emir von Fudschaira (seit 1975)
- Saqr ibn Muhammad al-Qasimi, Emir von Ra’s al-Chaima (seit 1948)
- Muhammad bin Raschid Al Maktum, Kronprinz von Dubai
- Mahmud ibn Muhammad, Bei von Tunis (1814–1824)
- Muhammad al-Amin, König von Tunesien (1943–1956)
- Muhammad ibn Abd al-Muin, Großscherif (1827–1851)
- Muhammad Abd al-Muin, Großscherif (1856–1858)
- Muhammad Idris as-Sanussi, König von Libyen (1951–1969)
- Yahya bin Muhammad, König von Nordjemen (1904–1948)
- Muhammad al-Badr, König von Nordjemen (1962)
- Hamud ibn Muhammad, Sultan von Sansibar (1896–1902)
- Mulai Muhammad, Sultan der Alawiden (1759–1790)
- Mulai Muhammad (Hafsiden), Kalif der Hafsiden (1573–1574)
- Buluggin ibn Muhammad, Herrscher der Hammadiden (1055–1062)
- Abu l-Yaqzam Muhammad ibn al-Aflah, Imam der Rustamiden (868–894)
- Abu Hatim Yusuf ibn Muhammad, Imam der Rustamiden (894-)
- Abū ʾl-ʿAbbās Muhammad I., Emir der Aghlabiden (841–856)
- Abu l-Gharaniq Muhammad II., Emir der Aghlabiden (864–875)
- Sharif Muhammad ibn al-Mansur al Hakim, Sultan des Fezzan (1789–1804)
- Sharif Muhammad ibn al-Mansur al-Muntasir, Sultan des Fezzan (1804–1811)

## Muhammad, Herrscher von Ägypten
- Al-Malik an-Nasir Muhammad, Sultan von Ägypten (1293–1341)
- Muhammad Ali Pascha, Vizekönig von Ägypten (1805–1848)
- Muhammad Said, Vizekönig von Ägypten (1854–1863)
- Muhammad Tawfiq, Vizekönig von Ägypten (1879–1892)
- Muhammad ibn Saud, Emir von Nadschd (1735–1765)

## Muhammad, Herrscher von Afghanistan
- Dost Mohammad Khan, Emir von Afghanistan (1818–1839, 1843–1863)
- Mohammad Uzful Khan, (1866)
- Mohammad Azim Khan, (1866–1869)
- Mohammed Nadir Schah, König von Afghanistan (1929–1933)
- Mohammed Sahir Schah, König von Afghanistan (1933–1973)

## Muhammad, Herrscher der Berber
- Muhammad ibn Idris, Herrscher der Idrisiden in Nordmarokko (828–836)
- Muhammad al-Qaim, Kalif der Fatimiden (934–946)
- Muhammad (Almohaden), Kalif der Almohaden (1163)
- Muhammad an-Nasir, Kalif der Almohaden (1199–1213)
- Muhammad asch-Schaich al-Mahdi, Sultan der Wattasiden (1465–1505)
- Abdallah Muhammad, Sultan der Wattasiden (1505–1524)
- Muhammad asch-Schaich, Scheich und Sultan der Saadier (1544–1557)

## Muhammad, Khane von Chiwa
- Muhammad Erenke († 1688), Khan des Khanats Chiwa von 1687 bis 1688
- Evez Muhammad († 1804), 1790 bis 1804 Khan des Khanats Chiwa
- Muhammad Rahim I. († 1825), 1806 bis 1825 war Khan von Chiwa
- Muhammad Amin († 1855), 1845 bis 1855 Khan von Chiwa
- Said Muhammad Rahim II. († 1910), 1863 bis 1910 Khan des Khanats Chiwa

## Muhammad, Herrscher von Persien
- Agha Muhammad Khan, Schah von Persien (1794–1797)
- Mohammed Schah, Schah von Persien (1834–1848)
- Mohammed Ali Schah, Schah von Persien (1908–1909)
- Mohammad Reza Pahlavi, Schah von Persien (1941–1978)
- Mohammad Chodābande, Scheich der Safawiden (1577–1588)
- Ghiyat ud-Din Muhammad, Herrscher der Ghuriden (1163–1203)
- Muizz ad-Din Muhammad, Herrscher der Ghuriden (1173–1206)
- Qutb ad-Din Muhammad, Sultan von Choresm (1097–1128)
- Ala ad-Din Muhammad, Sultan von Choresm (1200–1220)
- Abul-Fath Muhammad Ali, Herrscher der Zand-Prinzen (1779)
- Mubariz ad-Din Muhammad, Herrscher der Muzaffariden (1314–1358)

## Muhammad, Herrscher von Indien
- Muhammad bin Tughluq, Herrscher von Indien (1325–1351)
- Muhammad Schah I., Sultan von Indien (1358–1375)
- Muhammad Schah II., Herrscher von Indien (1378–1397)
- Shams ud-Din Muhammad Schah III., Herrscher von Indien (1463–1482)
- Zahir ud-Din Muhammad Babur, Herrscher von Indien (1526–1530)
- Nasir ud-Din Muhammad Humayun, Herrscher von Indien (1530–1540, 1555–1556)
- Jalal ud-Din Muhammad Akbar, Herrscher von Indien (1556–1605)
- Nur ud-Din Muhammad Jahangir, Herrscher von Indien (1605–1627)
- Muhammad Aurangzeb Alamgir, Großmogul von Indien (1658–1707)
- Muhammad Schah, Herrscher von Indien (1719–1720, 1720–1748)
- Muhammad Ibrahim, Herrscher von Indien (1720)
- Muhammad Nasir Jang, Herrscher von Indien (1748–1750)